# Saint-Lazare (metropolitana di Parigi)
Saint-Lazare è una stazione delle linee 3, 12, 13 e 14 della metropolitana di Parigi.

## La stazione
Nel 2004 è stata la seconda stazione per numero di viaggiatori dell'intera rete della metropolitana di Parigi, con un numero di viaggiatori pari a circa 34,53 milioni. L'ingresso in vetro della stazione di Saint-Lazare est è stato progettato dall'architetto Jean-Marie Charpentier.

### Origine del nome
La stazione ha mutuato il suo nome dalla stazione di Parigi Saint-Lazare e dalla via in cui è ubicata, rue Saint-Lazare.

### Storia
- 14 ottobre 1904: apertura della stazione sulla Linea 3
- 5 novembre 1910: apertura della stazione della Linea A, oggi linea 12
- 26 febbraio 1911: apertura della stazione della Linea B, oggi linea 13
- 16 dicembre 2003: apertura della stazione della linea 14

### Accessi
- Cour de Rome: scale mobili e scala cour de Rome
- Place du Havre: due scale mobili, place du Havre
- Passage du Havre: due scale mobili, place du Havre e accesso diretto al centro commerciale del Passage du Havre
- Galerie des Marchands: scale mobili verso la Galerie marchande e connessione con la Stazione SNCF
- Rue Intérieure: rue Intérieure accesso alla Stazione SNCF)
- Place Gabriel Péri: place Gabriel Péri
- Rue de l'Arcade 62, rue de l'Arcade angolo rue de Rome
- Rue d'Amsterdam: una scala mobile per rue d'Amsterdam
- Cour du Havre: una scala mobile cour du Havre
- Rue Caumartin: una scala mobile porta al 95-97, rue Saint-Lazare
- Rue Saint-Lazare: uscita al 92, rue Saint-Lazare
- da Saint-Augustin: Interconnessione con la linea 9 e la linea 14 e uscita su rue de la Pépinière
- da Gare Haussmann - Saint-Lazare: Interconnessione con la RER E

## Interconnessioni
- Bus RATP - 20, 21, 22, 24, 26, 27, 28, 29, 32, 43, 53, 66, 80, 81, 94, 95
- Noctilien - N01, N02, N15, N16, N51, N52, N53, N150, N151, N152, N153

## Galleria d'immagini

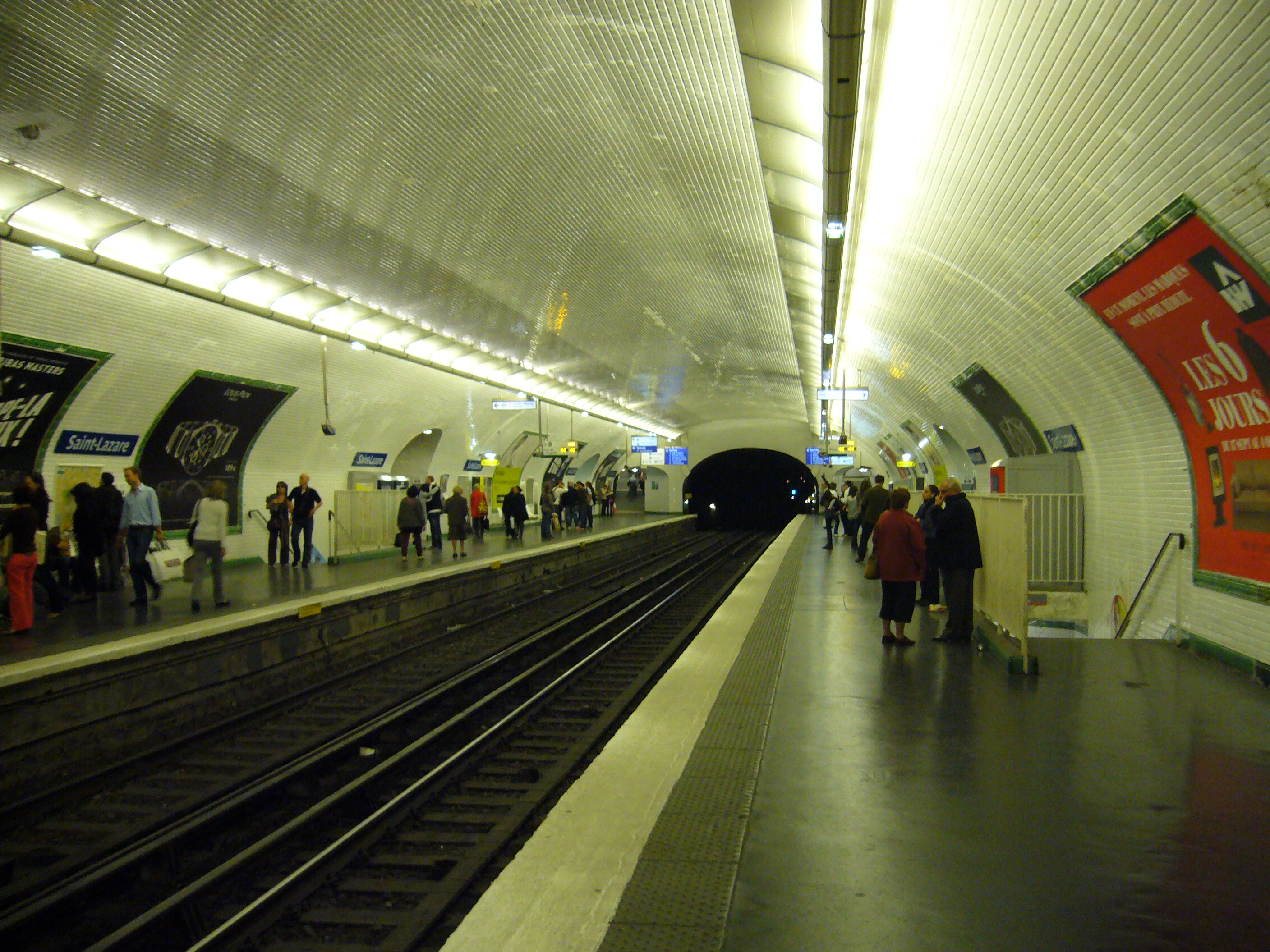
Banchina della linea 12
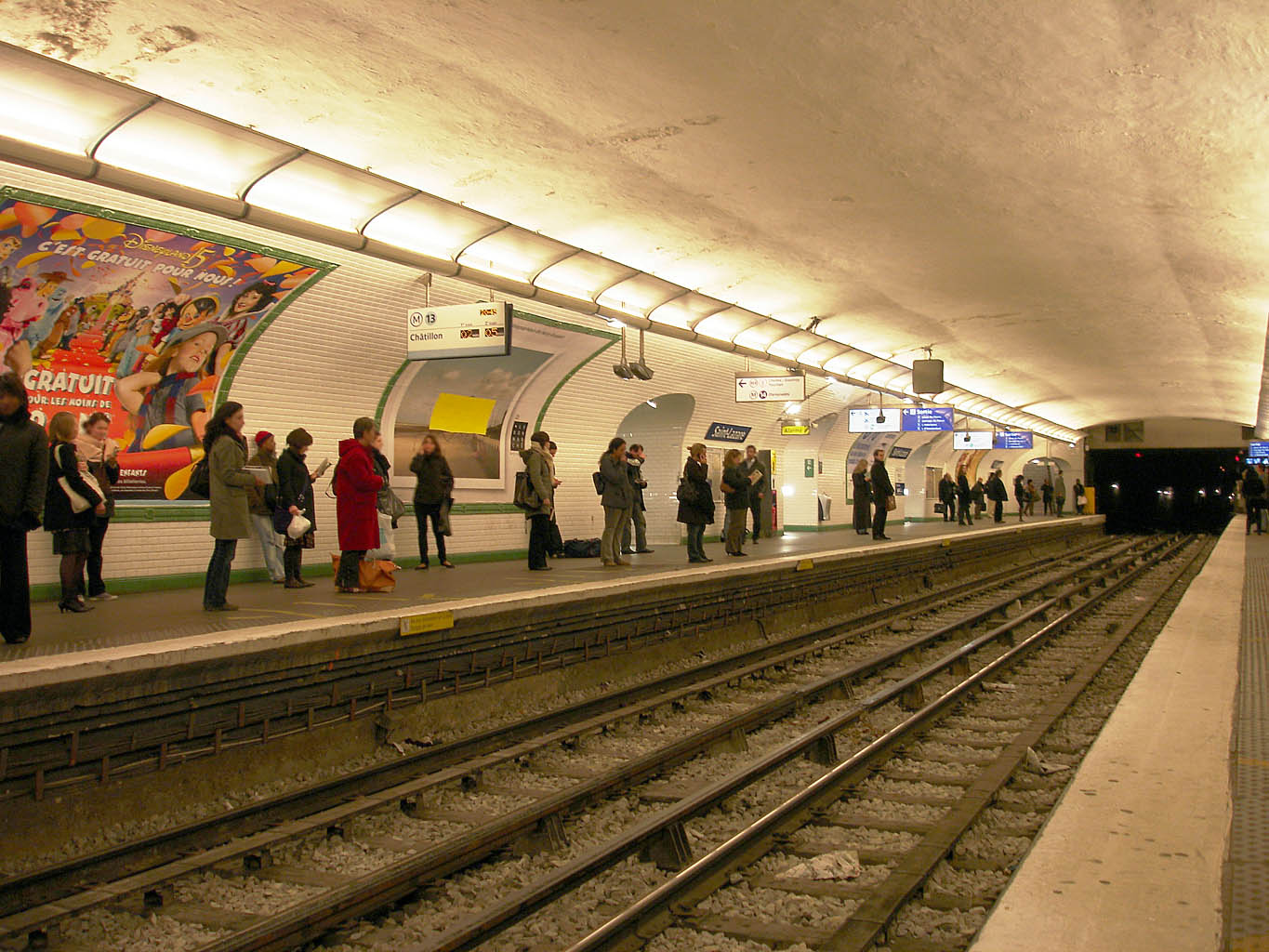
Banchina della linea 13
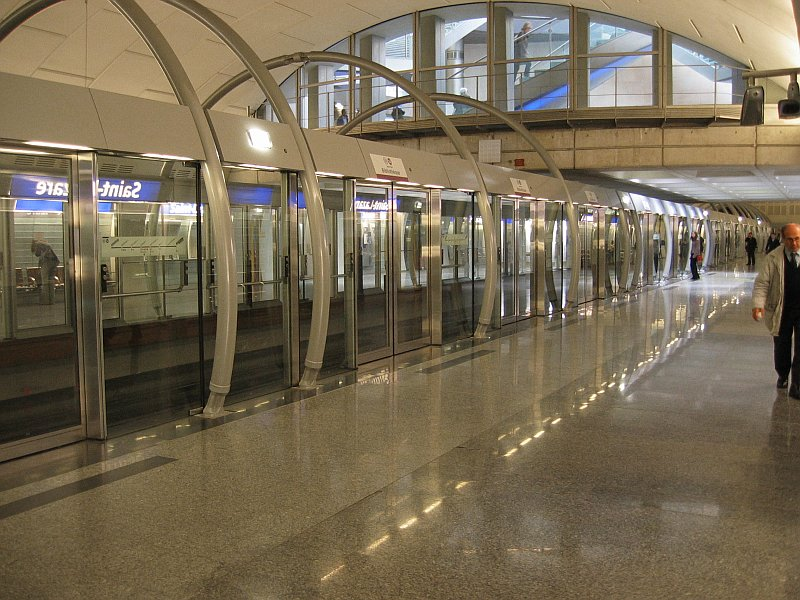
Banchina della linea 14
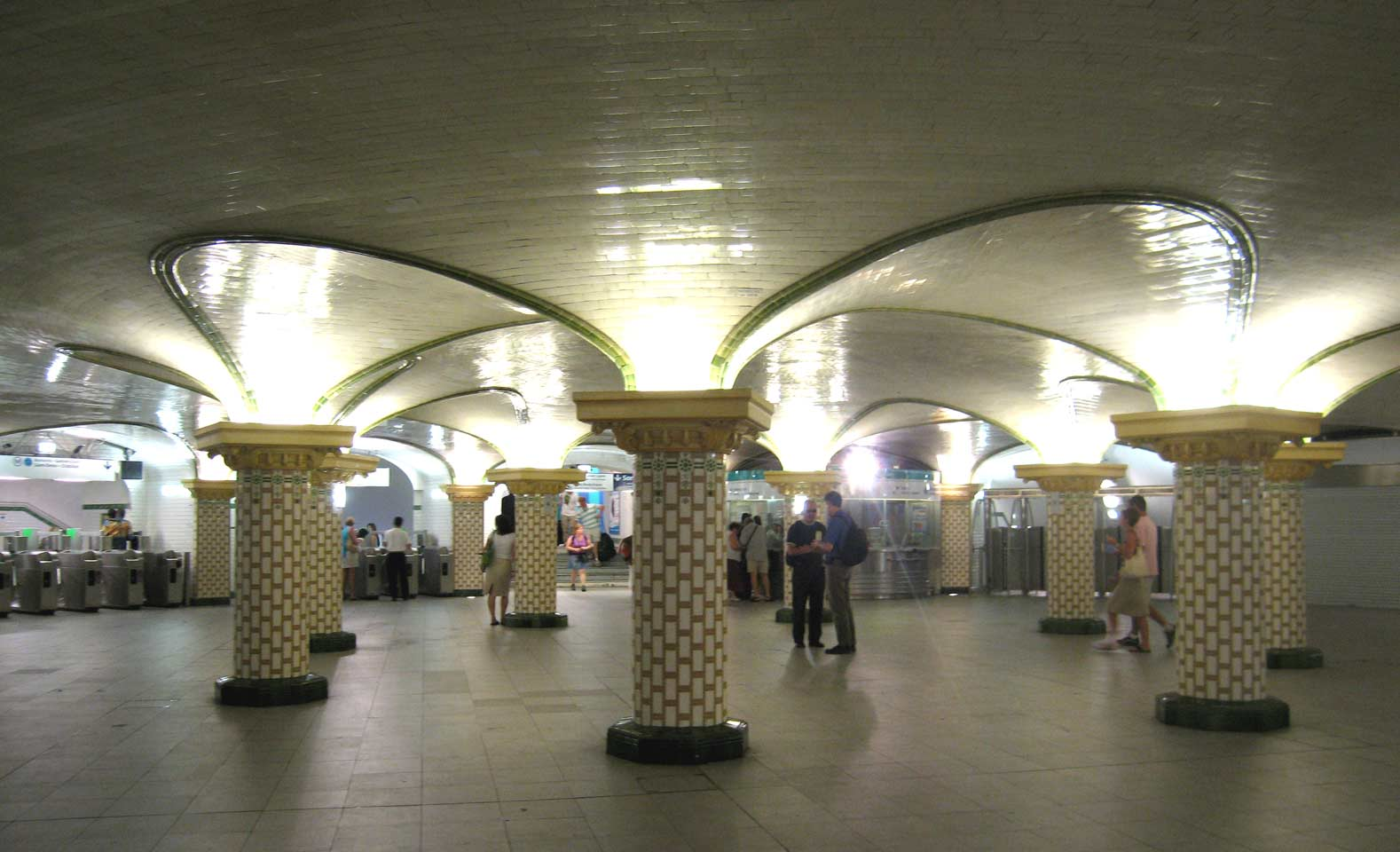
La rotonda
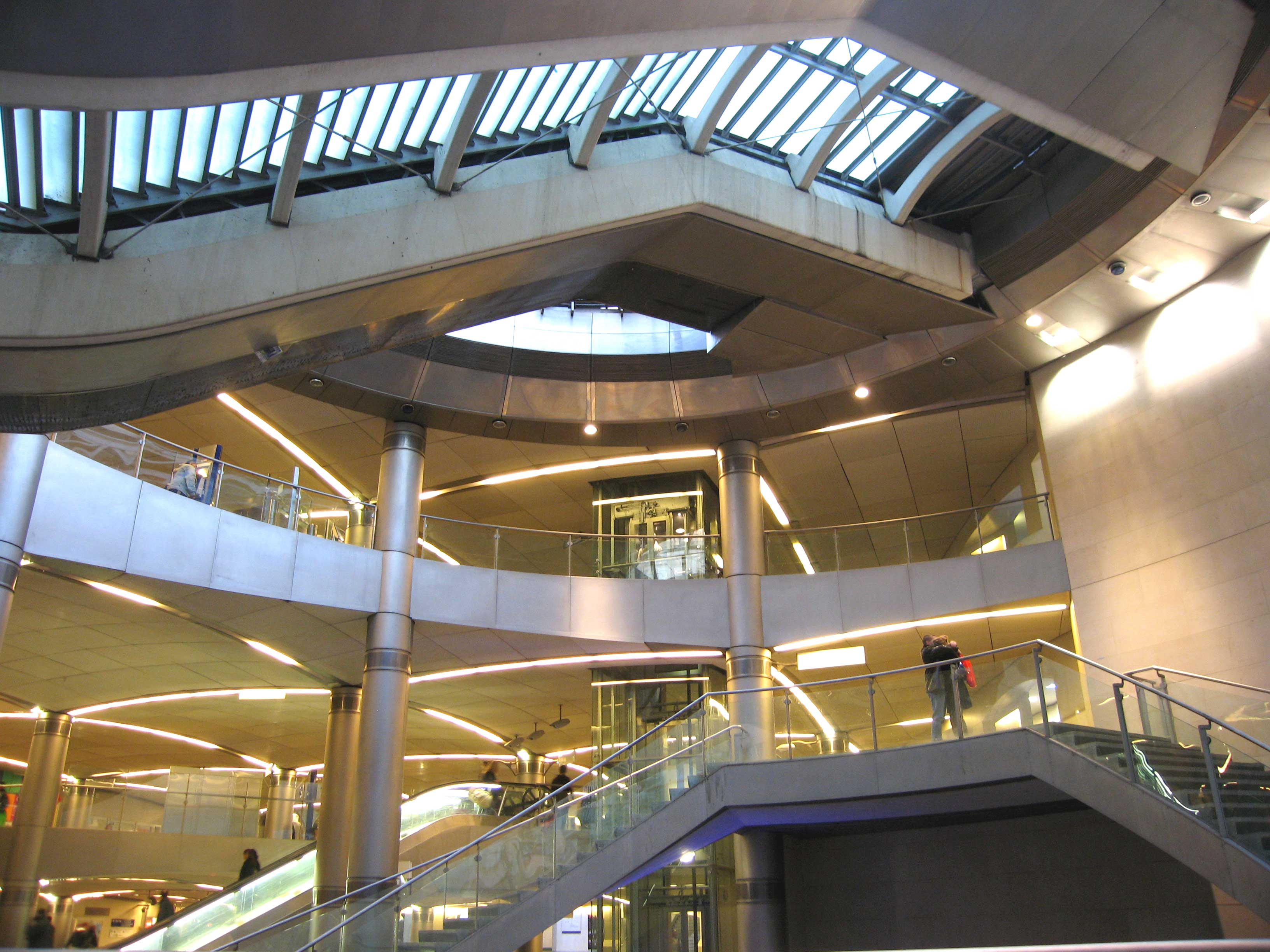
Le scale per la linea 14